# Princeps Pastorum

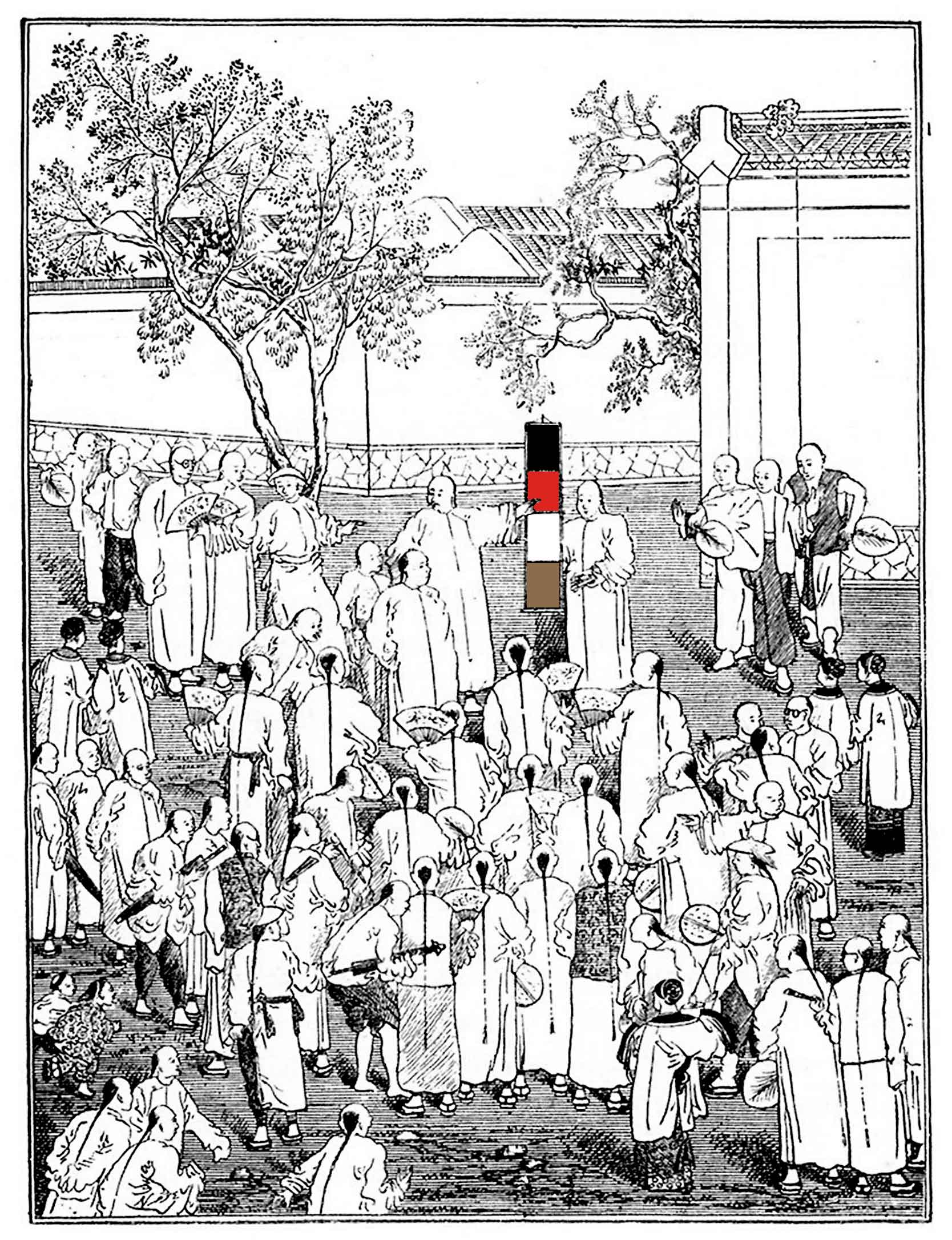
Missie in China

Princeps poastorum (Latijn voor De eerste der Herders) is een encycliek van paus Johannes XXIII van 28 november 1959 met betrekking tot de Missie. De eerste zin van de encycliek luidt:

Princeps pastorum ex quo die Nobis agnos et oves, hoc est universum Dei gregem, ubique terrarum commorantem pascendum regendumque concredere voluit, atque adeo Nos suavi huic caritatis invitamento, humilitatis Nostrae conscii sed potentissimo eius auxilio fidentes respondimus, Catholicarum Missionum granditas, pulchritudo et gravitas menti semper occurrerunt Nostrae; quamobrem numquam destitimus impensissimas ad eas conferre sollicitudines curasque Nostras.

De vertaling luidt:

Op de dag dat de Prins der Herders Ons Zijn lammeren en schapen toevertrouwde, Gods kudde, die de aarde bewoont, antwoordden Wij op de liefdevolle uitnodiging van Zijn liefde, met een gevoel van Onze onwaardigheid, maar met vertrouwen in zijn Almachtige bijstand; en de grootsheid, de schoonheid en het belang van de Katholieke Missie was steeds in Onze gedachten. Om deze reden hebben wij nooit nagelaten hieraan onze zorgen en aandacht toe te wijden.

De encycliek onderstreept het belang dat de paus en de Kerk hecht aan de Katholieke Missie. Het doel van de encycliek is de inzet voor de Katholieke Missie te vergroten opdat Gods Koninkrijk naar vele gebieden in de wereld wordt uitgebreid, en uiteindelijk alle schapen van de Heer, gelukkig verenigd zullen zijn onder één Herder De paus ziet twee middelen om deze doelen te bereiken: een grotere inzet van leken in de niet-christelijke gebieden en grotere opleidingsmogelijkheden voor inheemse priesters. Daartoe is onder meer het bidden voor nieuwe roepingen een geëigend instrument maar evenzeer het opleiden van native speakers, die kunnen worden aangesteld in de priesteropleidingen. Van groot belang blijft het inzetten van priesters in de missie. De paus roept alle bisschoppen op, priesters af te staan, zelfs wanneer er in het eigen bisdom een priestertekort is.
Ook bepaalt de paus dat voortaan het vak Missiologie wordt opgenomen in de opleiding van alle priesters. Ten slotte bepleit de paus de inzet van leken bij de Missie.